# Пржно
Пржно (черног. Pržno) — курортный поселок в Черногории, в общине Будва. По переписи населения 2003 года, в посёлке проживали 310 жителей (по переписи 1991 года — 370 жителей).

## Географическое положение
Посёлок находится в бухте у берега Адриатического моря, окружён горами. Расположен на расстоянии около 65 километров к юго-западу от столицы страны Подгорицы и в 16 километрах к юго-востоку от административного центра общины Будва.

## Демография
| 1948 | 1953  | 1961  | 1971  | 1981  | 1991  | 2003  |
| ---- | ----- | ----- | ----- | ----- | ----- | ----- |
| 132  | ↗ 149 | ↗ 170 | ↗ 173 | ↗ 265 | ↗ 370 | ↘ 310 |

Этнический состав жителей в 2003 году
Источник: Становништво, национална или етничка припадност, подаци по насељима.
| Национальность     | Количество | Процент |
| ------------------ | ---------- | ------- |
| Сербы              | 155        | 50,0 %  |
| Черногорцы         | 109        | 35,16 % |
| Славяне-мусульмане | 12         | 3,87 %  |
| Югославы           | 3          | 0,96 %  |
| Венгры             | 2          | 0,64 %  |
| Македонцы          | 1          | 0,32 %  |
| Неизвестно         | 1          | 0,32 %  |

Возрастно-половая пирамида в 2004 году
Источник: Становништво, пол и старост, подаци по насељима.